# Battaglia di Giggiga

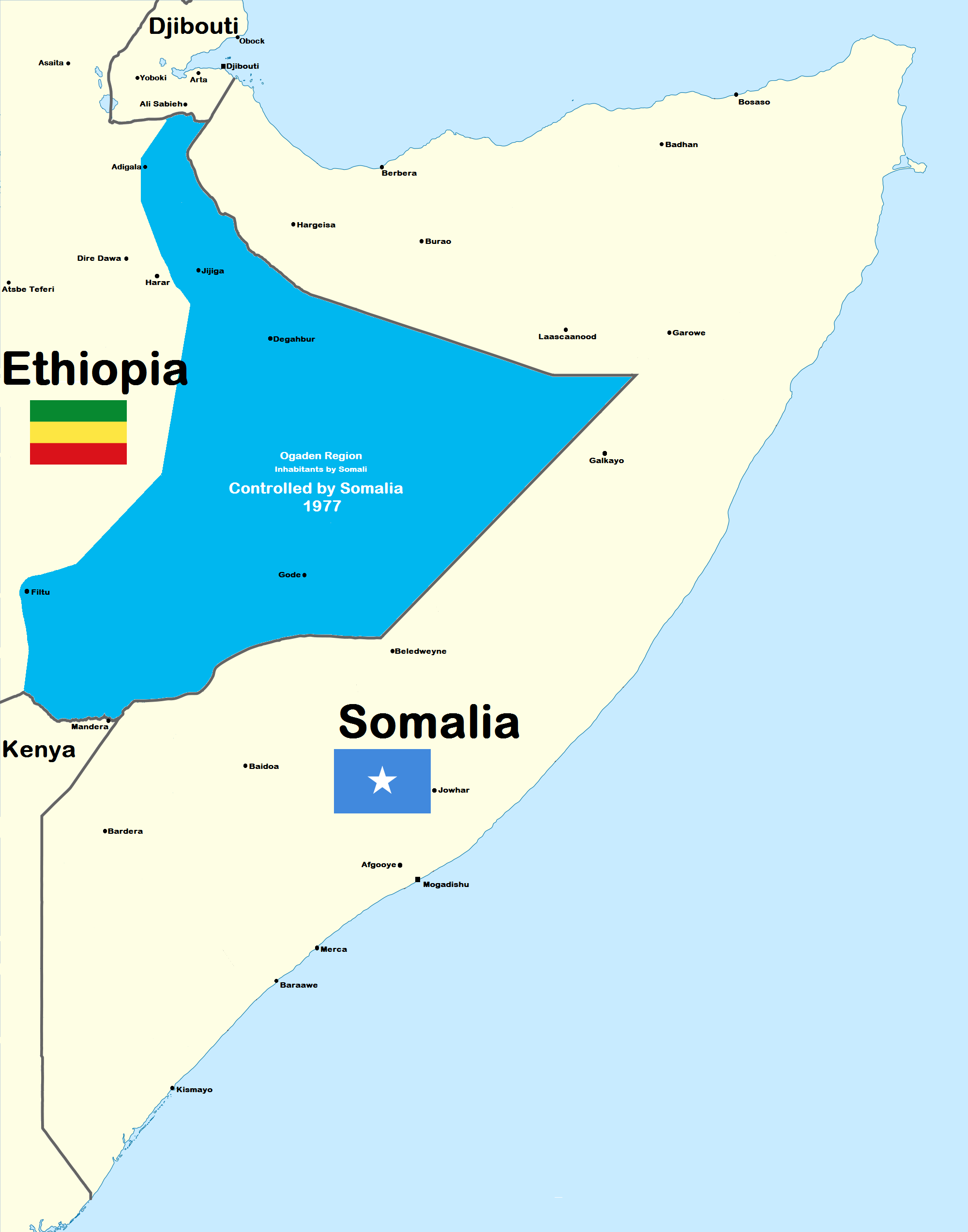
Mappa del conflitto

La battaglia di Giggiga fu una serie di battaglie che fecero parte della guerra dell'Ogaden. Le battaglie furono combattute a Giggiga, in Nella regione del Ogaden in Etiopia, e fu una delle più grandi battaglie del conflitto.

## La prima battaglia Di Giggiga (Settembre 1977)
A metà settembre del 1977, durante l'invasione somala del Ogaden, le forze dell'esercito nazionale somalo attaccarono la guarnigione etiope a Giggiga. A settembre più del 90% del Ogaden era sotto il controllo dell'esercito somalo e il 12 settembre le forze somale catturarono Giggiga, un successo strategico. Giggiga dominava il vicino passo Marda, dove erano trincerate le truppe etiopi, impedendo qualsiasi ulteriore avanzata somala.

## La seconda Battaglia(Marzo 1978)
Dopo che l'avanzata somala verso Harar fu respinta dalle forze nemiche le forze etiopi lanciarono un contrattacco contro l'esercito somalo (a partire dal 22 gennaio 1978) con l'aiuto delle forze cubane. Le forze etiopi aggirarono quelle somale, infliggendo loro disastrose perdite. Il 5 marzo 1978 gli etiopi riconquistarono Giggiga e il 9 marzo 1978, il presidente della Somalia, Siad Barre annunciò che tutte le forze somale avrebbero lasciato la regione del Ogaden ponendo fine alla guerra.